# Ossi Mildh
Sven Oswald „Ossi” Mildh (ur. 12 maja 1930 w Helsinkach, zm. 16 września 2015 tamże) – fiński lekkoatleta, płotkarz i sprinter, dwukrotny medalista mistrzostw Europy z 1954.
Na igrzyskach olimpijskich w 1952 w Helsinkach odpadł w eliminacjach biegu na 400 metrów i sztafety 4 × 400 metrów.
Zdobył brązowe medale na mistrzostwach Europy w 1954 w Bernie w biegu na 400 metrów przez płotki (pokonali go tylko zawodnicy radzieccy Anatolij Julin i Jurij Litujew) i w sztafecie 4 × 400 metrów, która biegła w składzie: Ragnar Graeffe, Mildh, Rolf Back i Voitto Hellsten. Na igrzyskach olimpijskich w 1956 w Melbourne odpadł w eliminacjach biegu na 400 metrów przez płotki i sztafety 4 × 400 metrów. Odpadł w półfinale biegu na 400 metrów przez płotki na mistrzostwach Europy w 1958 w Sztokholmie.
Był mistrzem Finlandii w biegu na 400 metrów w 1953, w biegu na 110 metrów przez płotki w 1957 oraz w biegu na 400 metrów przez płotki w 1953, 1954, 1957 i 1958.
Dwukrotnie poprawiał rekord Finlandii w biegu na 400 metrów przez płotki, oba razy podczas mistrzostw Europy w 1954 w Bernie, doprowadzając go do wyniku 51,5 s. Również dwukrotnie był rekordzistą swego kraju w sztafecie 4 × 400 metrów, do rezultatu 3:11,3 osiągniętego także podczas ME w Bernie.